# IScream
iScream (jap. アイスクリーム) – japońska grupa dziewcząt założona w 2019 roku, która oficjalnie zadebiutowała w 2021 roku.

## Historia
Założona w 2019 roku grupa iScream składa się z Rui, która została wyłoniona spośród około 10 tysięcy kandydatek i zdobyła główną nagrodę podczas „LDH Presents THE GIRLS AUDITION” w 2018 roku, do grupy należą także Yuna i Hinata, które również były finalistkami tego samego przesłuchania.
Tercet oficjalnie wystartował w 2021 roku jako grupa dziewcząt nowej generacji, debiutując 23 czerwca 2021 roku singlem „Maybe...YES EP”. 3 września wydały swój drugi singel „himawari”, a ich trzeci singel „Tsutsumi Komu You ni...”, który był remake debiutanckiego singla Misia z 1998 roku został wydany 14 stycznia 2022 roku i osiągnął 1. miejsce na liście Billboard Radio Songs Chart. Obydwa single „himawari” i „Tsutsumi Komu You ni...” zostały wydane w dwóch wersjach fizycznej i cyfrowej. W lutym grupa została pierwszym partnerem „Sings”, oryginalnej serii krótkich filmów wideo magazynu Rolling Stone Japan, w której piosenki są aranżacjami a cappella zachodniej muzyki wybranej przez magazyn i śpiewanej co miesiąc. Utwór „茉莉花 -Jasmine-” (z albumu „i”), który został wydany cyfrowo przed albumem, tak jak w przypadku „Tsutsumi Komu You ni...” osiągnął nr 1 na liście Billboard Radio Songs Chart. Co więcej, ich pierwszy album „i” wydany 20 kwietnia osiągnął 8. miejsce na cotygodniowej liście przebojów Oricon. 17 sierpnia został wydany kolejny singel „Catwalk”, z tytułowym utworem wyprodukowanym przez Taku Takahashi z m-flo. 23 listopada grupa wydała specjalną reedycję swojego pierwszego albumu, zatytułowaną „i -Special Edition-”.
20 stycznia 2023 roku grupa wydała swój trzeci cyfrowy singel „Love Me Better”. 10 maja iScream wydały swój piąty singel „ALL MINE” wyłącznie w wersji fizycznej. 6 września grupa wydała wspólny singel z Girls², zatytułowany „Rock Steady”. 31 października piosenka „Pom Pom Pop” została udostępniona cyfrowo przed ich drugim albumem. 7 grudnia główny utwór z ich drugiego albumu, „Kuchiyakusoku”, został wydany w przedsprzedaży cyfrowej. Następnie zdecydowano, że nowa piosenka „Heart of Gold”, zostanie wydana z wyprzedzeniem 1 stycznia 2024 roku. 17 stycznia iScream wydały swój drugi album studyjny „Selfie”, który osiągnął nr 5 na cotygodniowej liście sprzedaży Billboard Japan i tę samą pozycję w rankingu Billboard Japan Hot Albums. 12 kwietnia ogłoszono, że drugi wspólny singel z Girls² zostanie wydany 19 czerwca. 30 kwietnia tytułowy utwór „D.N.A.” drugiej kolaboracji, został wydany cyfrowo w przedsprzedaży. 30 czerwca ogłoszono, że nowe utwory grupy zostaną wydane w ciągu najbliższych trzech miesięcy, począwszy od „Sorry Not Sorry” 19 lipca.
Na początku 2025 roku grupa wydała singel „Metamorphosis”, a 16 kwietnia „Reach for the Sky”.

## Członkinie
| Pseudonim | Pseudonim | Imię i nazwisko | Imię i nazwisko | Data urodzenia   | Miejsce urodzenia | Narodowość | Uwagi                                                                           |
| RUI       | ルイ      | Rui Yokoi       | 横井琉衣        | 4 listopada 2003 | prefektura Aichi  | Japonia    | Obecnie jest także członkinią f5ve i solową artystką pod pseudonimem Rui (琉衣) |
| YUNA      | ユナ      | Yuna Yamashita  | 山下友菜        | 6 marca 2004     | prefektura Osaka  | Japonia    |                                                                                 |
| HINATA    | ヒナタ    | Hinata Sato     | 佐藤暖          | 27 sierpnia 2004 | prefektura Miyagi | Japonia    |                                                                                 |

## Dyskografia

### Album
| # | Data              | Tytuł               | Dystrybucja | Uwagi                                                                                     |
| - | ----------------- | ------------------- | ----------- | ----------------------------------------------------------------------------------------- |
| 1 | 20 kwietnia 2022  | i                   | LDH Records |                                                                                           |
| 2 | 23 listopada 2022 | i -Special Edition- | LDH Records | Jest to reedycja albumu „i” z pięcioma dodatkowymi utworami i nowym DVD w edycji CD + DVD |
| 3 | 17 stycznia 2024  | Selfie              | LDH Records |                                                                                           |